# Diaspora turecka
     Turcja
     + 1 000 000
     + 100 000
     + 10 000
     + 1000

Turcy na świecie
Turcja
+ 1 000 000
+ 100 000
+ 10 000
+ 1000

Diaspora turecka – społeczność turecka zamieszkująca poza granicami Turcji.
Występowanie społeczności tureckich w innych krajach wynika zarówno z przyczyn historycznych (np. zmiany granic), jak i ekonomicznych (migracje zarobkowe). W przypadku migracji z przyczyn ekonomicznych jednym z tradycyjnych kierunków pozostają Niemcy, gdzie populację turecką szacuje się na ok. 1,5 do 3 mln osób. Podstawą tak licznej obecności tureckiej była zawarta w 1961 roku umowa między Niemcami Zachodnimi a Turcją, która ułatwiła masowe sprowadzanie pracowników do RFN (tzw. gastarbeiterów). Innym zjawiskiem wpływającym na emigrację z Turcji są przyczyny polityczne, jak np. emigracja części biznesmenów i żołnierzy po nieudanym zamachu stanu w 2016 roku.
Turecka diaspora jest przedmiotem zainteresowania tureckich polityków, którzy m.in. wielokrotnie organizowali specjalne zagraniczne spotkania w ramach kampanii wyborczych. Innym przykładem tego zainteresowania jest działalność Unii Europejsko-Tureckich Demokratów, która jest ogólnoeuropejską organizacją powiązaną z rządzącą w Turcji Partią Sprawiedliwości i Rozwoju. Aktywność w kampaniach politycznych bywała w przeszłości przedmiotem kontrowersji i doprowadziła np. do sporu dyplomatycznego z Holandią w 2017, gdzie spośród ok. półmilionowej społeczności tureckiej 240 tysięcy osób ma prawo głosu w tureckich wyborach.